# Denis Tumasyan
Bản mẫu:Eastern Slavic name
Denis Aleksandrovich Tumasyan (tiếng Armenia: Դենիս Ալեքսանդրի Թումասյան, tiếng Nga: Денис Александрович Тумасян; sinh ngày 24 tháng 4 năm 1985) là một cầu thủ bóng đá người Nga gốc Armenia, hiện tại thi đấu ở vị trí trung vệ cho F.K. Ufa.

## Đời sống cá nhân
Denis là anh trai của Sergei Tumasyan và con trai của Aleksandr Tumasyan.

## Thống kê sự nghiệp

### Câu lạc bộ
Tính đến 13 tháng 5 năm 2018
| Câu lạc bộ             | Mùa giải            | Giải vô địch                | Giải vô địch | Giải vô địch | Cúp     | Cúp       | Châu lục | Châu lục  | Tổng cộng | Tổng cộng |
| Câu lạc bộ             | Mùa giải            | Hạng đấu                    | Số trận      | Bàn thắng    | Số trận | Bàn thắng | Số trận  | Bàn thắng | Số trận   | Bàn thắng |
| ---------------------- | ------------------- | --------------------------- | ------------ | ------------ | ------- | --------- | -------- | --------- | --------- | --------- |
| F.K. SKA Rostov-on-Don | 2002                | FNL                         | 3            | 0            | 0       | 0         | –        | –         | 3         | 0         |
| F.K. SKA Rostov-on-Don | 2003                | PFL                         | 28           | 2            | 0       | 0         | –        | –         | 28        | 2         |
| F.K. SKA Rostov-on-Don | Tổng cộng           | Tổng cộng                   | 31           | 2            | 0       | 0         | 0        | 0         | 31        | 2         |
| Jakobstads BK          | 2004                | Kakkonen                    | 12           | 6            | –       | –         | –        | –         | 12        | 6         |
| FF Jaro                | 2004                | Veikkausliiga               | 6            | 1            | 0       | 0         | –        | –         | 6         | 1         |
| FF Jaro                | 2005                | Veikkausliiga               | 21           | 0            | 0       | 0         | –        | –         | 21        | 0         |
| FF Jaro                | Tổng cộng           | Tổng cộng                   | 27           | 1            | 0       | 0         | 0        | 0         | 27        | 1         |
| F.K. Torpedo Moskva    | 2006                | Giải bóng đá ngoại hạng Nga | 17           | 1            | 3       | 0         | –        | –         | 20        | 1         |
| F.K. Torpedo Moskva    | 2007                | FNL                         | 34           | 3            | 1       | 0         | –        | –         | 35        | 3         |
| F.K. Torpedo Moskva    | 2008                | FNL                         | 30           | 0            | 1       | 0         | –        | –         | 31        | 0         |
| F.K. Torpedo Moskva    | Tổng cộng           | Tổng cộng                   | 81           | 4            | 5       | 0         | 0        | 0         | 86        | 4         |
| FC Ural Yekaterinburg  | 2009                | FNL                         | 6            | 0            | 0       | 0         | –        | –         | 6         | 0         |
| FC Ural Yekaterinburg  | 2010                | FNL                         | 33           | 1            | 0       | 0         | –        | –         | 33        | 1         |
| FC Ural Yekaterinburg  | 2011–12             | FNL                         | 38           | 4            | 1       | 0         | –        | –         | 39        | 4         |
| FC Ural Yekaterinburg  | 2012–13             | FNL                         | 22           | 6            | 1       | 0         | –        | –         | 23        | 6         |
| FC Ural Yekaterinburg  | 2013–14             | Giải bóng đá ngoại hạng Nga | 14           | 2            | 1       | 0         | –        | –         | 15        | 2         |
| FC Ural Yekaterinburg  | Tổng cộng           | Tổng cộng                   | 113          | 13           | 3       | 0         | 0        | 0         | 116       | 13        |
| F.K. Ufa               | 2014–15             | Giải bóng đá ngoại hạng Nga | 21           | 2            | 2       | 0         | –        | –         | 23        | 2         |
| F.K. Ufa               | 2015–16             | Giải bóng đá ngoại hạng Nga | 16           | 1            | 0       | 0         | –        | –         | 16        | 1         |
| F.K. Ufa               | 2016–17             | Giải bóng đá ngoại hạng Nga | 7            | 0            | 1       | 0         | –        | –         | 8         | 0         |
| F.K. Ufa               | 2017–18             | Giải bóng đá ngoại hạng Nga | 16           | 0            | 1       | 0         | –        | –         | 17        | 0         |
| F.K. Ufa               | Tổng cộng           | Tổng cộng                   | 60           | 3            | 4       | 0         | 0        | 0         | 64        | 3         |
| Tổng cộng sự nghiệp    | Tổng cộng sự nghiệp | Tổng cộng sự nghiệp         | 324          | 29           | 12      | 0         | 0        | 0         | 336       | 29        |